# Magua Sociedad Literaria

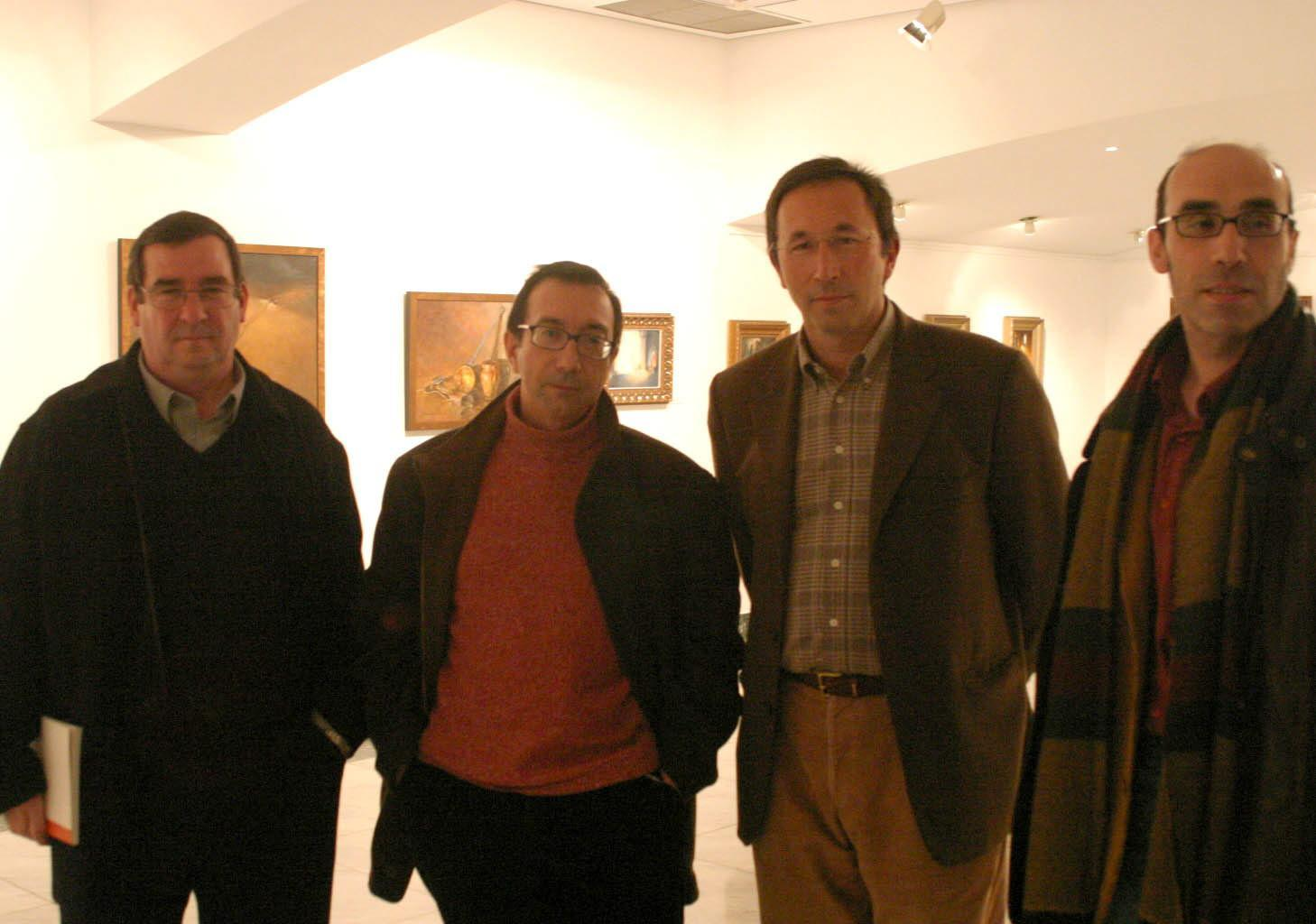
Los poetas de Magua Sociedad Literaria: Máximo Hernández, Tomás Sánchez Santiago, Ángel Fernández Benéitez y Juan Manuel Rodríguez Tobal

Magua Sociedad Literaria fue un grupo poético creado en Zamora en el año 2003 para difundir de un modo directo la poesía actual en la ciudad de Zamora y promocionar entre las generaciones más jóvenes el gusto por la poesía, implicando en ello al estamento docente. Esta aventura literaria vino a continuar la labor que había iniciado en los años noventa en la misma ciudad el grupo poético Lucerna, creado también por Máximo Hernández junto a Juan Luis Calbarro, Julio Marinas, Carlos Martín Miñambres y José Gregorio Ojínaga.
Integrada por los poetas Máximo Hernández, Ángel Fernández Benéitez, Tomás Sánchez Santiago y Juan Manuel Rodríguez Tobal (aunque inicialmente figurasen también en su cartel Amelia Gamoneda y Juan Luis Calbarro), entre 2003 y 2005 Magua organizó en la capital del Duero lecturas y publicó antologías e inéditos de Ana Rossetti, Francisco Brines, Clara Janés, Antonio Gamoneda, Carlos Pinto Grote, José María Castrillón, Javier Vela, Chantal Maillard y José Manuel Caballero Bonald.
El grupo consiguió implicar en su actividad a profesores de Secundaria de la ciudad, mediante su participación en la presentación de los poetas y la redacción de introducciones y estudios para los cuadernos de poesía publicados por Magua, cuya relación cronológica es la siguiente:
COLECCIÓN "POEMAS" (antologías)
- 1. Ana Rossetti, Poemas, introducción de Veneranda Corral Peramato y comentario de Juan Antonio González-Iglesias, 2003.
- 2. Francisco Brines, Poemas, introducción de Mercedes Luelmo Sáenz y comentario de Antonio Colinas, 2003.
- 3. Clara Janés, Poemas, introducción de Pilar Sánchez Ossorio y comentario de Esperanza Ortega, 2003.
- 4. Antonio Gamoneda, Poemas, introducción de José María Vidal Gutiérrez y comentario de Fernando Gómez Aguilera, 2004.
- 5. Carlos Pinto Grote, Poemas, introducción de Jorge Rodríguez Padrón y comentario de Magua, S.L., 2004.
- 6. Chantal Maillard, Poemas, introducción de Julio Marinas y comentario de Marifé Santiago Bolaños, 2005.
- 7. José Manuel Caballero Bonald, Poemas, introducción de Horacio Calles Fernández y comentario de Jesús Fernández Palacios, 2005.

COLECCIÓN "HOJAS INESPERADAS" (inéditos)
- A. José María Castrillón, Aún por recorrer, introducción de Tomás Sánchez Santiago, 2004.
- B. Javier Vela, Tiempo adentro, introducción de Miguel Florián, 2005.

Años después (2018), Ángel Fernández Benéitez publicó un volumen de epístolas en verso, Siete cartas, tres de las cuales están dirigidas a sus compañeros de Magua.